# Trinity (Saint Kitts och Nevis)
Trinity, även kallat Palmetto Point, är en parishhuvudort i Saint Kitts och Nevis. Den ligger i parishen Trinity Palmetto Point, i den centrala delen av landet, 4 km väster om huvudstaden Basseterre. Trinity ligger 68 meter över havet och antalet invånare är 1 692. Den ligger på ön Saint Christopher.